# Maurice Herzog
Pour les articles homonymes, voir Herzog.
Maurice Herzog, né à Lyon le 15 janvier 1919 et mort le 13 décembre 2012 à Neuilly-sur-Seine, est un alpiniste et un homme politique français.
Chef désigné de l'expédition française à l'Annapurna, en 1950, il a notamment conquis avec Louis Lachenal ce sommet de plus de 8 000 mètres d'altitude, une première mondiale.

## Biographie
Le père de Maurice Herzog, ingénieur de nationalité suisse, s'est engagé dans la Légion étrangère. Sa mère est Germaine Beaume.
Maurice Herzog se marie en premières noces à Paris, le 23 juillet 1964, à Marie-Pierre de Cossé-Brissac (1925-2024), fille de Pierre de Cossé Brissac, divorcée de Simon Nora et déjà mère de deux enfants. Le couple a deux enfants : Laurent (né le 24 juin 1965, mort le 26 avril 1999) et Félicité (née en 1968). En 1976, Maurice Herzog épouse en secondes noces Élisabeth Gamper, avec laquelle il a eu deux autres enfants : Sébastien et Mathias.
Il est le frère du journaliste Hubert Herzog, décédé dans un crash d'avion en 1968, de l'écrivain et cinéaste Gérard Herzog, le beau-frère du réalisateur Jacques Ertaud et le petit-fils d'Oscar Herzog, l'ingénieur chargé du projet (conception et réalisation) du jet d'eau de Genève.
Il a été pilote d'avion, président du Club alpin français (CAF) de 1952 à 1955, fondateur en 1964 et président de l'Office franco-allemand pour la jeunesse et, de 1970 à 1994, membre du Comité international olympique (CIO), puis membre honoraire.
En 1965, secrétaire d'État à la Jeunesse et aux Sports, il participe à la création de l'association d'activités sportives de plein air UCPA.
Il a vraisemblablement aussi tenté de jouer un rôle dans le groupe Schneider, sa première femme faisant partie de la famille Schneider.

### Résistance
Éclaireur de France dans sa jeunesse, diplômé d'HEC en 1944,, après avoir rejoint Jeunesse et montagne, il cherche à s'engager dans la Résistance en septembre 1944, et devient capitaine de la 2e compagnie du 27e bataillon de chasseurs alpins, au sein de la 5e demi-brigade de chasseurs alpins durant la campagne des Alpes (hiver 1944-1945). Jean Mabire explique que le capitaine Herzog, « un des meilleurs alpinistes du bataillon […] a formé son unité à son image ».

### Expédition française à l'Annapurna

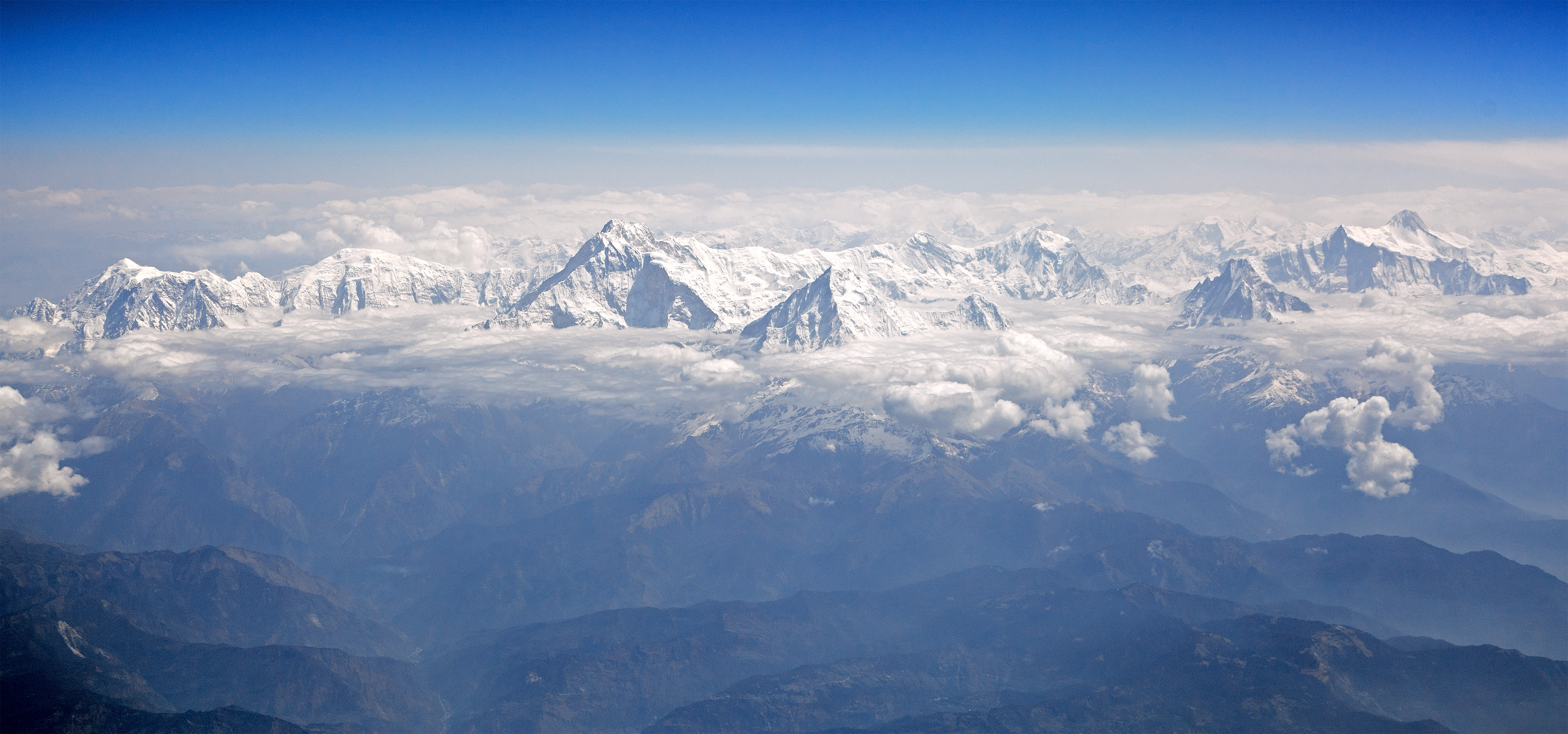
Vue aérienne du massif de l'Annapurna (Népal).

Maurice Herzog fut le premier à gravir avec Louis Lachenal et une expédition composée de Gaston Rébuffat, Lionel Terray, Marcel Ichac, Jean Couzy, Marcel Schatz, Jacques Oudot (médecin), Francis de Noyelle (agent de liaison) et Adjiba (sherpa), un sommet de plus de 8 000 mètres d'altitude, l'Annapurna I, le 3 juin 1950. Il eut les orteils et les doigts gelés lors de cette expédition ; il fallut ensuite les lui amputer. Un exploit largement popularisé en France par la Une de Paris Match, le film Victoire sur l'Annapurna de Marcel Ichac et le livre Annapurna, premier 8000 de Maurice Herzog, dans lequel il retrace son ascension édité dans la collection Sempervivum. Cet exploit fait sensation dans une France encore marquée par la Seconde Guerre mondiale.
Ce livre à succès a depuis fait controverse, et on peut lire un point de vue différent sur les événements et le rôle de Maurice Herzog dans le journal de Louis Lachenal, Carnets du vertige. Selon Lachenal, Herzog avait « un sens très réduit de l'organisation », mais c'était « un extraordinaire animateur » dont la résistance physique et la technique d'alpiniste ont surpris « les trois professionnels de l'équipe » (Lachenal, Rébuffat et Terray).
Un hommage lui est rendu le 20 novembre 1981 salle Pleyel, aux galas de la Montagne, par le guide Jean Afanassieff, qui présentait Fitz Roy face nord et Christian Cousin, alpiniste vainqueur de l'hivernale Cima Presanella dans les Dolomites. Selon Claude Gardien, Herzog « était devenu l’homme de l’Annapurna. Son regard clair et métallique encourageait les foules. Le moment où, applaudi par le public, il levait les bras, découvrant ses mains amputées qu’il cachait jusque-là avec une sorte de pudeur, avait le don de galvaniser les salles ».

### Politique
Haut commissaire, puis secrétaire d'État à la Jeunesse et aux Sports de 1958 à 1966, il est l'homme de confiance du général de Gaulle afin de développer la pratique du sport pour former des champions qui seront les représentants d'une France forte en dehors des frontières. Il utilise ainsi le mythe de la pyramide de Pierre de Coubertin : former des champions par la masse. Il est aussi le personnage-clé dans l'évolution rapide du réseau des maisons des jeunes et de la culture dans les années 1960 et à l'origine de la création des bases de plein air et de loisirs.
Maire de Chamonix (1968-1977), après avoir échoué en 1965 à devenir maire de Lyon, vice-président du groupe UDR, député du Rhône (1962), puis de Haute-Savoie (1967-1978), il a également été président de la société du tunnel du Mont-Blanc (la STMB, entre 1981 et 1984) ainsi que président et membre de conseils d'administration d'entreprises du BTP et de produits pétroliers. Il est aussi membre de l'Académie des sports.
Maurice Herzog est membre du Comité international olympique de 1970 à 1994.
En 1998, il présente sa candidature au fauteuil de François Furet à l'Académie française et la retire quelques jours après. Il échoue en 1999 dans sa candidature au fauteuil de Maurice Schumann et en 2000 dans sa candidature au fauteuil de Julien Green.

### Dernières années
Dans un livre paru en 2012 Un héros, la fille de Maurice Herzog, Félicité Herzog, remet en cause la figure légendaire de son père. Elle fait part de ses doutes sur l'ascension de l'Annapurna et relate les faits au conditionnel. Elle soupçonne « un pacte inavouable » entre Herzog et Lachenal, « unis pour le pire dans un mensonge de cordée, et l'édification de ce qui deviendra un mythe national ».
Elle cherche dans cette affaire et le comportement de son père (qu'elle juge mégalomane, obsédé sexuel, incestueux et antisémite, proche de Jean-Marie Le Pen) les explications à la mort de son frère, vraisemblablement de troubles cardiaques en tombant de l'escalier du château familial, schizophrène, Laurent « élevé dans le culte d'un père idéalisé »,. Elle déclare un mois après la première édition chez Grasset que son livre n'est qu'un fruit de son imagination. Il est néanmoins réédité en poche, comme c'est l'usage un an après, maintenant les mêmes faits et interrogations. Selon Libération, Maurice Herzog déclare après l'avoir lu : « Ce n’est pas ma fille qui l’a écrit ».
Ayant passé ses dernières années à Neuilly-sur-Seine, Herzog est mort trois mois après la parution du livre de sa fille. Ses obsèques ont lieu le 20 décembre 2012 à Chamonix, ville dont il a été maire. Il est inhumé au cimetière de Biollay à Chamonix.

## Distinctions
- Grand-croix de la Légion d'honneur (décret du 30 décembre 2011)
- Croix de guerre 1939–1945
- Commandeur de l'ordre du Mérite sportif‎ de droit en tant que membre du conseil de l'ordre (1956)[26]
- Grand officier de l'ordre du Mérite
- Ordre du Mérite (Autriche)
- Croix de guerre gurkha (Népal)
- Prix Guy-Wildenstein de l'Académie des sports en 1950, décerné « à un groupement sportif dont la carrière ou l'œuvre d'éducation physique et sportive constituent un exemple », en l'occurrence avec l'ensemble de l'équipe de l'Annapurna : Jean Couzy, Marcel Ichac, Louis Lachenal, Francis de Noyelle, Jacques Oudot, Gaston Rébuffat, Marcel Schatz et Lionel Terray[27].
- (international) « Honnor List » 1956[28], de l' IBBY, pour L'Expédition de l'Annapurna, texte de Maurice Herzog, illustrations de Albert Brenet, d'après les photographies de Marcel Ichac
- Ordre olympique (1997).
- et d'autres décorations étrangères[29].
- Grand Prix de la Presse Sportive 1950.

## Quelques ouvrages
Maurice Herzog est l'auteur de plusieurs dizaines d'ouvrages
- Annapurna, premier 8000, Arthaud, 1952 (ISBN 978-2-7003-0278-3, présentation en ligne)
- L'Expédition de l'Annapurna, texte de Maurice Herzog, illustrations d'Albert Brenet, d'après les photographies de Marcel Ichac, Arthaud, 1953
- Renaître. Une autre vie après l'Annapurna, Éditions Jacob-Duvernet, 2007